# TUM School of Management
Die TUM School of Management ist die betriebswirtschaftliche Fakultät der TU München und die dritte betriebswirtschaftliche Fakultät in Deutschland, welche eine Triple-Crown-Akkreditierung besitzt. Mit derzeit etwa 6333 Studierenden und 52 Professoren ist sie nach der TUM School of Engineering and Design und der TUM School of Computation, Information and Technology die drittgrößte Fakultät der TU München.

## Geschichte der Fakultät
Die Wirtschaftswissenschaften haben an der TU München eine lange Tradition. 1922 übernahm die damalige Technische Hochschule München die 1910 gegründete Handelshochschule München. 1946 musste die TH den Wirtschaftsbereich an die LMU abgeben. 1955 wurde deutschlandweit der erste Aufbaustudiengang zum Diplom-Wirtschaftsingenieur unter der Bezeichnung Arbeits- und Wirtschaftswissenschaftliches Aufbaustudium (AWA) angeboten. Dieser vermittelte Diplomingenieuren und Naturwissenschaftlern Wirtschafts- und Rechtskenntnisse sowie Managementfähigkeiten. Vor Gründung der Fakultät wurde das Lehrangebot an der TU München bis 2001 durch sechs Professoren abgedeckt. So lehrten Horst Wildemann (ab 1989), Ralf Reichwald (ab 1990) im Bereich Betriebswirtschaftslehre sowie Franz Holzheu (ab 1977) und Wulfdiether Zippel (ab 1980) im Bereich Volkswirtschaftslehre.
2002 wurde aus dem Wirtschaftsbereich der TU die eigenständige Fakultät für Wirtschaftswissenschaften am Stammgelände der TU München. Seitdem ist die Anzahl der Professoren stark gestiegen. Gründungsdekan war von 2002 bis 2005 Ralf Reichwald, ihm folgte bis 2010 Christoph Kaserer, aktueller Dekan der Fakultät ist seit 2010 Gunther Friedl.

### Ehrendoktoren (Auswahl)
- Roland Berger
- Adolf G. Coenenberg
- Thomas Ganswindt
- Rudolf Gröger
- Hermann Haken
- Hans-Ulrich Küpper
- Tian Lipu
- Romano Prodi
- Eberhard Witte

## Forschung
Die TUM School of Management ist eine der forschungsstärksten Fakultäten für Betriebswirtschaftslehre in Deutschland. In Rankings gehört sie regelmäßig zu den besten wirtschaftswissenschaftlichen weltweit. 2019 wurde die TUM School of Management auf Platz 20 und in Deutschland nur nach der WHU gelistet. Im Times Higher Education Ranking 2023 belegt die Wirtschaftsfakultät Platz 33 weltweit und gehört damit zu den führenden Management-Ausbildungsstätten Europas.
Die TUM School of Management ist Teil des Forschungsnetzwerks Quantitative Techniques for Economics and Management (QTEM). Zur Strukturierung der Forschungsaktivitäten wurden Forschungszentren gebildet:
- LSM – Center for Life Sciences and Management (Grunow, Akkermann, Roosen, Belz, Moog)
- CEM – Center for Energy Markets (Wozabal, Schwenen, Friedl, Kaserer)
- CEFS – Center for Entrepreneurial and Financial Studies (Achleitner, Kaserer, Braun)
- ERI – Entrepreneurship Research Institute (Patzelt, Alexy, Breugst, Milanov)
- Kompetenzzentrum Industrie 4.0 (Wildemann, Peus, Welpe, Friedl)
- CDTM – Center for Digital Technology and Management (20 Professoren, gemeinsam mit Ludwig-Maximilians-Universität)

## Lehre
Die Fakultät bietet einen Bachelor und vier Masterstudiengänge im Bereich der Betriebswirtschaftslehre mit Verbindungen zu technischen Studiengängen an. Einzigartig in Deutschland ist der Master in Consumer Science. Etwa 20 Prozent der Studierenden an der TUM School of Management kommen aus dem Ausland. Für den Master in Management & Innovation wird ein Double-Degree mit der HEC Paris angeboten.
Die Fakultät ist in fünf Departments gegliedert:
- Innovation & Entrepreneurship
- Marketing, Strategy & Leadership
- Operations & Supply Chain Management
- Finance & Accounting
- Economics & Policy

Zur Erhöhung der Flexibilität wurden 2017 die bisherigen Studiengänge TUM-BWL, TUM-WiTec und TUM-WIN in einem Bachelor-Studiengang zusammengefasst. Den Studierenden ist im Lehrbereich Betriebswirtschaftslehre (Major) eine Vertiefung entsprechend der fünf Departments möglich. Die technologieorientierte Vertiefung (Minor) ist in Kooperation mit anderen Fakultäten der TUM in folgenden Bereichen möglich:
- Chemie (Hochschul- und Forschungszentrum Garching)
- Elektrotechnik und Informationstechnik (Stammgelände)
- Informatik (Garching)
- Maschinenwesen (Garching)
- Erneuerbare Energien (Campus Straubing für Biotechnologie und Nachhaltigkeit)
- Medizin (Klinikum rechts der Isar)
- Computer Engineering (Stammgelände/Garching)
- Digitale Technologien (Heilbronn)[8]

Als Master-Studiengang gibt es den konsekutiven Masterstudiengang für Management & Technology („TUM-BWL“). Die technischen Vertiefungen sind identisch. Im Bereich Betriebswirtschaftslehre werden zusätzlich die Vertiefungsrichtungen Energy Markets und Life Science Management angeboten. Darüber hinaus werden am Standort Heilbronn für den Masterstudiengang „Management“ folgende Spezialisierungen angeboten:
- Management of Family Businesses
- Management of Digital Transformations
- Business Law

Für bereits im Berufsleben stehende Personen werden Executive MBA in Business & IT sowie in Innovation & Business Creation angeboten.

### Bekannte Absolventen
- Hans-Julius Ahlmann – Geschäftsführender Gesellschafter ACO Gruppe
- Werner Dollinger – Bundesminister u. a. Schatz- und Minister für wirtschaftliche Zusammenarbeit
- Péter Horváth – Universitätsprofessor für BWL, insbesondere Controlling
- Norbert Reithofer – Aufsichtsratsvorsitzender BMW, zuvor Vorstandsvorsitzender
- Wolfgang Reitzle – Chairmann Linde, Aufsichtsratsvorsitzender Continental

## Professoren
Derzeit gibt es an der TUM School of Management 50 Professuren und 14 angegliederte Professuren an fünf Departments.
Bekannte Professoren der Fakultät sind:
Department of Innovation and Entrepreneurship
- seit 2003: Christoph Ann: Corporate and Intellectual Property Law
- seit 2004: Joachim Henkel: Technology and Innovation Management
- seit 2010: Holger Patzelt: Entrepreneurship
- seit 2012: Oliver Alexy: Strategic Entrepreneurship
- seit 2016: Johannes Fottner: Logistics Engineering (angegliedert)

Department of Marketing, Strategy & Leadership
- seit 2006: Hugo Kehr: Psychology
- seit 2009: Isabell M. Welpe: Strategy and Organization
- seit 2010: Christoph Lütge: Business Ethics (angegliedert)
- seit 2016: Thomas Hutzschenreuter: Strategic and International Management

Department of Operations & Supply Chain Management
- 1989–2010: Horst Wildemann: Corporate Management, Logistics and Production
- seit 2002: Helmut Krcmar: Computer science in economics (angegliedert)
- seit 2012: Stefan Minner: Logistics and Supply Chain Management
- seit 2015: Andreas S. Schulz: Operations Research
- seit 2016: Johannes Fottner: Logistics Engineering (angegliedert)

Department of Finance & Accounting
- seit 2001: Ann-Kristin Achleitner: Entrepreneurial Finance
- seit 2002: Christoph Kaserer: Financial Management and Capital Markets mit Research Professor Dalia Marin
- seit 2007: Gunther Friedl: Management Accounting
- seit 2014: Jürgen Ernstberger: Financial Accounting

Department of Economics and Policy
- seit 1999: Michael Suda: Forest and Environmental Policy (1995–1999: LMU München)
- 2003–2018: Robert K. von Weizsäcker: Economics – Public Finance and Industrial Organization
- seit 2012: Axel Börsch-Supan: Economics of Aging

## Zertifizierungsprogramme
Eine Besonderheit der TUM School of Management ist das Angebot von verschiedenen Zertifizierungsprogrammen. Darunter fallen:
- Certified Private Equity Analyse – CPEA (TUM/BVK)
- Finance & Accounting
- Leadership & Cooperation
- Strategy & Organisation
- Ownership of Enterprise & Corporate Governance
- Employer Brand Manager
- Markets, Laws & Ethics
- Demand & Supply Management
- Certified Blockchain & Distributed Ledger Technology Manager
- Digital City
- Digital Transformation & Entrepreneurship
- Business Processes & Technology
- Change Management & Human Capital
- Lean Six Sigma Yellow Belt Certification
- Lean Six Sigma Green Belt Certification
- Building Information Modeling (BIM) Professional
- IT-Security & Privacy Management
- Business Processes & Technology

## Graduate Center
Das Graduate Center der TUM School of Management wurde als eines der ersten Graduiertenzentren der TUM als Teil der TUM Graduate School offiziell eröffnet. Das Ziel des Fakultäts-Graduiertenzentrums ist die Fortbildung und Vernetzung der Doktorandinnen und Doktoranden, soweit dies nicht direkt durch die betreuenden Professoren geschehen kann.

## Corporate Partner Programm
Die TUM School of Management forciert die wirtschaftliche und wissenschaftliche Vernetzung zu Unternehmen. Im Corporate Partner Programm sind 50 Unternehmen eingegliedert, welche dadurch Zugriff zum fakultätsinternen Talentpool (etwa 2000 Studierende) besitzen und Stellenangebote schalten können. Außerdem werden Corporate Partner in Fakultätsveranstaltungen miteinbezogen, haben die Möglichkeit Gastvorlesungen zu halten und werden bei Projektstudien und Abschlussarbeiten bevorzugt.